# Петропавлівська волость (Бердянський повіт)
Петропавлівська волость — історична адміністративно-територіальна одиниця Бердянського повіту Таврійської губернії.
Станом на 1886 рік складалася з 7 поселень, 8 сільських громад. Населення — 11566 осіб (5890 чоловічої статі та 5676 — жіночої), 812 дворових господарств.
|                     | Площа, десятин | У тому числі орної, дес. |
| ------------------- | -------------- | ------------------------ |
| Сільських громад    | 32055          | 21807                    |
| Приватної власності | 1375           | 500                      |
| Казенної власності  | —              | —                        |
| Іншої власності     | 306            | 301                      |
| Загалом             | 33736          | 22608                    |

Основні поселення волості:
- Петропавлівка (Ольгопіль) — колишнє державне село при річці Токмачка за 78 верст від повітового міста, 5086 осіб, 657 дворів, православна церква, школа, щорічний ярмарки, базари.
- Новогригорівка — колишнє державне село при річці Токмачка , 3149 осіб, 388 дворів, православна церква, школа, 4 лавки, щорічний ярмарки.
- Новомихайлівка (Новозелене) — колишнє державне село при річці Бандурці, 2158 осіб, 326 дворів, православна церква, школа, лавка.